# یکاترینا مالخاسیان
کتی (یکاترینا) آشوتی مالخاسیان (ارمنی: Կետտի (Եկատիրինա) Աշոտի Մալխասյան؛ زاده ۱۷ مارس ۱۹۱۹ - درگذشته ۲۸ ژوئیهٔ ۲۰۰۱)  نوازنده پیانو ،آموزگار موسیقی و کارشناس علوم پرورشی اهل ارمنستان بود.

## زندگی‌نامه
وی در ۱۷ مارس ۱۹۱۹ در تفلیس در به دنیا آمد و از کنسرواتوار دولتی چایکوفسکی مسکو (۱۹۴۱) فارغ‌التحصیل گشت. وی در کنسرواتوار دولتی کومیتاس ایروان و ارکستر فیلارمونیک ارمنستان فعالیت می‌کرد. وی همچنین برنده جوایزی همچون چهره هنری شایسته ارمنستان شوروی () شد. وی در ۲۸ ژوئیهٔ ۲۰۰۱ در سن ۸۲ سالگی در ایروان درگذشت.